# 텔레비전 코미디
텔레비전 코미디(영어: television comedy)의 오락 매체가 처음 등장한 시기부터 존재해온 방송 유형이다. 코미디에는 여러 장르가 있지만, 텔레비전에서 처음으로 선보인 코미디 프로그램은 버라이어티 쇼였다. 미국의 초기 텔레비전 프로그램 중 하나는 코미디 버라이어티 쇼였던 《텍사코 스타 시어터》로, 밀턴 베를이 프로그램의 진행을 맡았던 1948년부터 1956년 사이에 큰 인기를 끌었다. 텔레비전 코미디의 영역은 시트콤, 즉흥 코미디, 스탠드업 코미디 등이 등장하면서 더욱 다양해졌고, 드라마나 뉴스 방송와 같은 다른 유형의 텔레비전 프로그램에도 코미디적 요소가 더해졌다. 텔레비전 코미디는 단순히 웃음만이 목적이 아니라 그 내용을 통해 사회의 모습을 돌아볼 수 있는 기회를 제공한다. 또한 같은 코미디를 시청하더라도 어떤 시청자는 비슷하게 반응하는 반면에, 다른 시청자는 전혀 다르게 느낄 수도 있다. 이는 사회적 규범의 변화와도 관련이 있는데, 텔레비전 코미디는 사회 변화를 시청자들에게 보여주고 알리는 매체 역할을 하기도 한다.